# Marco Branca
Marco Branca (Grosseto, 6 gennaio 1965) è un dirigente sportivo ed ex calciatore italiano, di ruolo attaccante.

## Caratteristiche tecniche
Era un centravanti.

## Carriera

### Giocatore

#### Club

##### Cagliari, Udinese, Sampdoria e Fiorentina
Cresciuto nelle giovanili del Barbanella Grosseto, inizia la sua carriera professionistica nella stagione 1984-1985 nel Cagliari, con cui gioca per due campionati. Poi va all'Udinese ed in seguito passa alla Sampdoria, per poi tornare per altre due stagioni a giocare di nuovo nella squadra bianconera. Dopo un nuovo passaggio alla Sampdoria, dove vince lo scudetto 1990-1991, gioca nella Fiorentina che lo acquista per 7,1 miliardi di lire e torna successivamente per altre due stagioni a Udine.

##### Parma, Roma e Inter
Nel 1994-1995 si trasferisce al Parma, dove rimane per un solo campionato ma vince la Coppa UEFA. Nel 1995, dopo aver iniziato la stagione con la Roma, i giallorossi lo cedono all'Inter, in cambio di un conguaglio economico e della metà del cartellino di Marco Delvecchio.
Con i nerazzurri esordisce il 19 novembre contro la sua ex squadra, l'Udinese, segnando un gol. Nella sua prima stagione in Serie A con la maglia nerazzurra realizza 17 gol in 24 partite, che sommati ai 2 gol fatti a inizio campionato con la casacca della Roma lo portano a quota 19 reti in campionato (al pari di Batistuta e dietro solo a Protti, Signori e Chiesa nella classifica marcatori del torneo). La stagione successiva segna solo 5 gol in 21 partite in campionato, più una nelle coppe europee.

##### Middlesbrough
Il 17 febbraio 1998 lascia dopo tre stagioni i nerazzurri, con 25 gol in 53 partite, e viene ceduto al Middlesbrough per 3 miliardi di lire, nella First Division inglese. Il primo anno in Inghilterra realizza 9 gol in 11 partite e contribuisce alla promozione della squadra in Premier League.
La seconda stagione inizia subito con un infortunio al ginocchio; il 13 settembre, dopo due operazioni al menisco, scende in campo contro il Tottenham, ma la sua partita dura solo 23 minuti. Il 14 ottobre uno specialista inglese, consultato dalla società, sentenzia che la carriera di Branca è finita, per la natura dell'infortunio. Il 20 gennaio 1999 viene messo fuori rosa dalla dirigenza a sua insaputa. A sue spese (dopo aver pagato le operazioni) si sottopone ad intensa fisioterapia a Milano, allenandosi con l'Inter. Il 1º febbraio torna al club, guarito e pronto ad allenarsi, ma i dirigenti inglesi seguono il parere del loro specialista. Dopo 5 giorni chiede aiuto alla FIFA; anche il dott. Steadman conferma che Branca è idoneo a riprendere l'attività agonistica, ma il club insiste per un parere vincolante del dott. Dandy che conferma la diagnosi originaria del collega inglese.
Il 27 agosto la commissione della FIFA accoglie il ricorso del giocatore e obbliga il Middlesbrough a rispettare regolarmente il contratto, pagando tutti gli emolumenti, anche quelli arretrati, che spettano al giocatore. Il 16 dicembre il comitato eseguito della FIFA conferma la decisione unanime presa nell'agosto dalla commissione FIFA, ribadendo l'illegittimità della risoluzione del contratto fatta dal club inglese a seguito dell'infortunio. Il club inglese deve, inoltre, corrispondere al calciatore altre 6 mensilità di contratto e dichiara definitivamente svincolato.

##### Lucerna e Monza
Il 21 marzo 2000 firma con gli svizzeri del Lucerna. Esordisce contro il Basilea e in 25 minuti di gioco regala un assist e il gol vittoria alla propria squadra.
Il 30 agosto dopo aver risolto i vincoli contrattuali con Middlesbrough e Lucerna, firma un contratto con il Monza in Serie B. Il 18 aprile 2001 rescinde consensualmente il contratto.

#### Nazionale
Viene convocato da Cesare Maldini tra i fuoriquota per i Giochi olimpici di Atlanta del 1996, segnando 4 reti in 3 partite.

### Dirigente
Nel 2002 rientra all'Inter come capo degli osservatori. Nel 2003 viene promosso a responsabile dell'area tecnica, coadiuvato da un altro ex giocatore nerazzurro, Gabriele Oriali. Con il club milanese tra il 2005 e il 2011 vince 5 scudetti, 4 Coppe Italia, 4 Supercoppe italiane, una Champions League e una Coppa del Mondo per club. L'8 febbraio 2014 risolve consensualmente il rapporto contrattuale con la squadra.
Dall'estate 2021 è il Managing Director di First, agenzia di procura calciatori.

## Statistiche

### Presenze e reti nei club
| Stagione             | Squadra              | Campionato           | Campionato | Campionato | Coppe nazionali | Coppe nazionali | Coppe nazionali | Coppe continentali | Coppe continentali | Coppe continentali | Altre coppe | Altre coppe | Altre coppe | Totale | Totale |
| Stagione             | Squadra              | Comp                 | Pres       | Reti       | Comp            | Pres            | Reti            | Comp               | Pres               | Reti               | Comp        | Pres        | Reti        | Pres   | Reti   |
| -------------------- | -------------------- | -------------------- | ---------- | ---------- | --------------- | --------------- | --------------- | ------------------ | ------------------ | ------------------ | ----------- | ----------- | ----------- | ------ | ------ |
| 1982-1983            | Cagliari             | A                    | 0          | 0          | CI              | 0               | 0               | -                  | -                  | -                  | -           | -           | -           | 0      | 0      |
| 1983-1984            | Cagliari             | B                    | 0          | 0          | CI              | 0               | 0               | -                  | -                  | -                  | -           | -           | -           | 0      | 0      |
| 1984-1985            | Cagliari             | B                    | 25         | 2          | CI              | 3               | 2               | -                  | -                  | -                  | -           | -           | -           | 28     | 4      |
| 1985-1986            | Cagliari             | B                    | 27         | 2          | CI              | 4               | 0               | -                  | -                  | -                  | -           | -           | -           | 31     | 2      |
| Totale Cagliari      | Totale Cagliari      | Totale Cagliari      | 52         | 4          |                 | 7               | 2               |                    | -                  | -                  |             | -           | -           | 59     | 6      |
| 1986-1987            | Udinese              | A                    | 18         | 2          | CI              | 2               | 3               | -                  | -                  | -                  | -           | -           | -           | 20     | 5      |
| 1987-1988            | Sampdoria            | A                    | 9          | 1          | CI              | 9               | 1               |                    | -                  | -                  | -           | -           | -           | 18     | 2      |
| 1988-1989            | Udinese              | B                    | 28         | 4          | CI              | 4               | 1               | -                  | -                  | -                  | -           | -           | -           | 32     | 5      |
| 1989-1990            | Udinese              | A                    | 27         | 9          | CI              | 1               | 0               | -                  | -                  | -                  | -           | -           | -           | 28     | 9      |
| 1990-1991            | Sampdoria            | A                    | 20         | 5          | CI              | 5               | 0               | CdC                | 6                  | 3                  | SU          | 2           | 0           | 33     | 8      |
| Totale Sampdoria     | Totale Sampdoria     | Totale Sampdoria     | 29         | 6          |                 | 14              | 1               |                    | 6                  | 3                  |             | 2           | 0           | 51     | 10     |
| 1991-1992            | Fiorentina           | A                    | 23         | 5          | CI              | 3               | 0               | -                  | -                  | -                  | -           | -           | -           | 26     | 5      |
| 1992-1993            | Udinese              | A                    | 29+1       | 8+0        | CI              | 1               | 1               | -                  | -                  | -                  | -           | -           | -           | 31     | 9      |
| 1993-1994            | Udinese              | A                    | 29         | 14         | CI              | 4               | 2               | -                  | -                  | -                  | -           | -           | -           | 33     | 16     |
| Totale Udinese       | Totale Udinese       | Totale Udinese       | 131+1      | 37         |                 | 12              | 7               |                    | -                  | -                  |             | -           | -           | 144    | 44     |
| 1994-1995            | Parma                | A                    | 25         | 7          | CI              | 8               | 6               | CU                 | 7                  | 0                  | -           | -           | -           | 40     | 13     |
| ago.-nov. 1995       | Roma                 | A                    | 7          | 2          | CI              | 1               | 0               | CU                 | 3                  | 0                  | -           | -           | -           | 11     | 2      |
| 1995-1996            | Inter                | A                    | 24         | 17         | CI              | 3               | 0               | CU                 | 0                  | 0                  | -           | -           | -           | 27     | 17     |
| 1996-1997            | Inter                | A                    | 21         | 5          | CI              | 4               | 0               | CU                 | 6                  | 1                  | -           | -           | -           | 31     | 6      |
| 1997-feb. 1998       | Inter                | A                    | 7          | 1          | CI              | 4               | 1               | CU                 | 1                  | 0                  | -           | -           | -           | 12     | 2      |
| Totale Inter         | Totale Inter         | Totale Inter         | 52         | 23         |                 | 11              | 1               |                    | 7                  | 1                  |             | -           | -           | 70     | 25     |
| feb.-giu. 1998       | Middlesbrough        | FD                   | 11         | 9          | FACup+CdL       | 1+4             | 0+1             | -                  | -                  | -                  | -           | -           | -           | 16     | 10     |
| 1998-1999            | Middlesbrough        | PL                   | 1          | 0          | FACup+CdL       | 0+1             | 0+0             | -                  | -                  | -                  | -           | -           | -           | 2      | 0      |
| Totale Middlesbrough | Totale Middlesbrough | Totale Middlesbrough | 12         | 9          |                 | 6               | 1               |                    | -                  | -                  |             | -           | -           | 18     | 10     |
| 1999-2000            | Lucerna              | A                    | 10         | 2          | CS              | 4               | 5               | -                  | -                  | -                  | -           | -           | -           | 14     | 7      |
| 2000-2001            | Monza                | B                    | 17         | 7          | CI              | 0               | 0               | -                  | -                  | -                  | -           | -           | -           | 17     | 7      |
| Totale carriera      | Totale carriera      | Totale carriera      | 358+1      | 102        |                 | 56              | 22              |                    | 23                 | 4                  |             | 2           | 0           | 440    | 128    |

### Cronologia presenze e reti in nazionale(olimpica)
| Cronologia completa delle presenze e delle reti in nazionale ― Italia olimpica | Cronologia completa delle presenze e delle reti in nazionale ― Italia olimpica | Cronologia completa delle presenze e delle reti in nazionale ― Italia olimpica | Cronologia completa delle presenze e delle reti in nazionale ― Italia olimpica | Cronologia completa delle presenze e delle reti in nazionale ― Italia olimpica | Cronologia completa delle presenze e delle reti in nazionale ― Italia olimpica | Cronologia completa delle presenze e delle reti in nazionale ― Italia olimpica | Cronologia completa delle presenze e delle reti in nazionale ― Italia olimpica |
| Data                                                                           | Città                                                                          | In casa                                                                        | Risultato                                                                      | Ospiti                                                                         | Competizione                                                                   | Reti                                                                           | Note                                                                           |
| ------------------------------------------------------------------------------ | ------------------------------------------------------------------------------ | ------------------------------------------------------------------------------ | ------------------------------------------------------------------------------ | ------------------------------------------------------------------------------ | ------------------------------------------------------------------------------ | ------------------------------------------------------------------------------ | ------------------------------------------------------------------------------ |
| 21-7-1996                                                                      | Birmingham                                                                     | Messico olimpica                                                               | 1 – 0                                                                          | Italia olimpica                                                                | Olimpiadi 1996 - 1º turno                                                      | -                                                                              |                                                                                |
| 23-7-1996                                                                      | Washington                                                                     | Ghana olimpica                                                                 | 3 – 2                                                                          | Italia olimpica                                                                | Olimpiadi 1996 - 1º turno                                                      | 2                                                                              |                                                                                |
| 25-7-1996                                                                      | Birmingham                                                                     | Italia olimpica                                                                | 2 – 1                                                                          | Corea del Sud olimpica                                                         | Olimpiadi 1996 - 1º turno                                                      | 2                                                                              |                                                                                |
| Totale                                                                         |                                                                                | Presenze                                                                       | 3                                                                              |                                                                                | Reti                                                                           | 4                                                                              |                                                                                |

## Palmarès

### Club

#### Competizioni nazionali
- Coppa Italia: 1

Sampdoria: 1987-1988
- Campionato italiano: 1

Sampdoria: 1990-1991

#### Competizioni internazionali
- Coppa UEFA: 1

Parma: 1994-1995

### Individuale
- Capocannoniere della Coppa Italia: 1

1994-1995 (6 gol)